# Булбі
Булбі́ (кат. Bolvir, вимова літературною каталанською [buł'βi]) - муніципалітет, розташований в Автономній області Каталонія, в Іспанії. Код муніципалітету за номенклатурою Інституту статистики Каталонії - 170242. Знаходиться у районі (кумарці) Башя-Сарданья (коди району - 15 та CD) провінції Жирона, згідно з новою адміністративною реформою перебуватиме у складі баґарії (округи) Ал-Пірінеу і Баль-д'Аран. 

## Назва муніципалітету
Слово невідомого походження. Найдавніші зафіксовані варіанти назви - Buluer (у 925 р.), Vulverri (937 р.), Boluir (953 р.) .

## Населення
Населення міста (у 2007 р.) становить 363 особи (з них менше 14 років - 11,3%, від 15 до 64 - 71,9%, понад 65 років - 16,8%). У 2006 р. народжуваність склала 2 особи, смертність - 3 особи, зареєстровано 1 шлюб. У 2001 р. активне населення становило 135 осіб, з них безробітних - 1 особа.

Серед осіб, які проживали на території міста у 2001 р., 224 народилися в Каталонії (з них 119 осіб у тому самому районі, або кумарці), 33 особи приїхали з інших областей Іспанії, а 10 осіб приїхало з-за кордону. 

Вищу освіту має 22,7% усього населення. 

У 2001 р. нараховувалося 110 домогосподарств (з них 40,9% складалися з однієї особи, 16,4% з двох осіб,17,3% з 3 осіб, 15,5% з 4 осіб, 5,5% з 5 осіб, 3,6% з 6 осіб, 0,9% з 7 осіб, 0,0% з 8 осіб і 0,0% з 9 і більше осіб).

Активне населення міста у 2001 р. працювало у таких сферах діяльності : у сільському господарстві - 14,2%, у промисловості - 4,5%, на будівництві - 19,4% і у сфері обслуговування - 61,9%. 

 У муніципалітеті або у власному районі (кумарці) працює 119 осіб, поза районом - 67 осіб.

### Безробіття
У 2007 р. нараховувалося 1 безробітний (у 2006 р. - 3 безробітних), з них чоловіки становили 100,0%, а жінки - 0,0%.

## Економіка

### Підприємства міста

#### Роздрібна торгівля
| \| Підприємства роздрібної торгівлі міста, за сферою діяльності \| Підприємства роздрібної торгівлі міста, за сферою діяльності \| Підприємства роздрібної торгівлі міста, за сферою діяльності \| \| Рік \| 2002 р. \| 2001 р. \| \| ------------------------------------------------------------ \| ------------------------------------------------------------ \| ------------------------------------------------------------ \| \| Продукти харчування \| 57,1% \| 57,1% \| \| Одяг та взуття \| 0,0% \| 0,0% \| \| Товари для дому \| 0,0% \| 0,0% \| \| Книги та періодичні видання \| 0,0% \| 0,0% \| \| Промислова хімічна продукція \| 14,3% \| 14,3% \| \| Продукція, пов'язана з транспортними засобами \| 0,0% \| 0,0% \| \| Інше \| 28,6% \| 28,6% \| \| Усього підприємств \| 7 \| 7 \| |         |         |
| Підприємства роздрібної торгівлі міста, за сферою діяльності |         |         |
| Рік | 2002 р. | 2001 р. |
| Продукти харчування | 57,1%   | 57,1%   |
| Одяг та взуття | 0,0%    | 0,0%    |
| Товари для дому | 0,0%    | 0,0%    |
| Книги та періодичні видання | 0,0%    | 0,0%    |
| Промислова хімічна продукція | 14,3%   | 14,3%   |
| Продукція, пов'язана з транспортними засобами | 0,0%    | 0,0%    |
| Інше | 28,6%   | 28,6%   |
| Усього підприємств | 7       | 7       |

#### Сфера послуг
| \| Підприємства міста, що працюють у сфері послуг, за діяльністю \| Підприємства міста, що працюють у сфері послуг, за діяльністю \| Підприємства міста, що працюють у сфері послуг, за діяльністю \| \| Рік \| 2002 р. \| 2001 р. \| \| ------------------------------------------------------------- \| ------------------------------------------------------------- \| ------------------------------------------------------------- \| \| Гуртова торгівля \| 5,7% \| 6,2% \| \| Готелі та готельний бізнес \| 31,4% \| 25,0% \| \| Транспорт та зв'язок \| 5,7% \| 9,4% \| \| Посередницькі фінансові послуги \| 0,0% \| 0,0% \| \| Послуги підприємствам \| 8,6% \| 3,1% \| \| Послуги фізичним особам \| 14,3% \| 15,6% \| \| Нерухомість та ін. \| 34,3% \| 40,6% \| \| Усього підприємств \| 35 \| 32 \| |         |         |
| Підприємства міста, що працюють у сфері послуг, за діяльністю |         |         |
| Рік | 2002 р. | 2001 р. |
| Гуртова торгівля | 5,7%    | 6,2%    |
| Готелі та готельний бізнес | 31,4%   | 25,0%   |
| Транспорт та зв'язок | 5,7%    | 9,4%    |
| Посередницькі фінансові послуги | 0,0%    | 0,0%    |
| Послуги підприємствам | 8,6%    | 3,1%    |
| Послуги фізичним особам | 14,3%   | 15,6%   |
| Нерухомість та ін. | 34,3%   | 40,6%   |
| Усього підприємств | 35      | 32      |

## Житловий фонд
У 2001 р. 0,9% усіх родин (домогосподарств) мали житло метражем до 59 м2, 8,2% - від 60 до 89 м2, 51,8% - від 90 до 119 м2 і
39,1% - понад 120 м2.

З усіх будівель у 2001 р. 9,0% було одноповерховими, 43,7% - двоповерховими, 47,2
% - триповерховими, 0,0% - чотириповерховими, 0,0% - п'ятиповерховими, 0,0% - шестиповерховими,
0,0% - семиповерховими, 0,0% - з вісьмома та більше поверхами.

## Автопарк
| \| Автомобілі, зареєстровані у місті, за призначенням \| Автомобілі, зареєстровані у місті, за призначенням \| Автомобілі, зареєстровані у місті, за призначенням \| \| Рік \| 2006 р. \| 2005 р. \| \| -------------------------------------------------- \| -------------------------------------------------- \| -------------------------------------------------- \| \| Приватні автомобілі \| 51,8% \| 52,2% \| \| Мотоцикли \| 10,1% \| 9,6% \| \| Вантажівки \| 34,0% \| 33,9% \| \| Трактори \| 0,3% \| 0,3% \| \| Автобуси та ін. \| 3,8% \| 4,1% \| \| Усього автомобілів \| 365 шт. \| 345 шт. \| |         |         |
| Автомобілі, зареєстровані у місті, за призначенням |         |         |
| Рік | 2006 р. | 2005 р. |
| Приватні автомобілі | 51,8%   | 52,2%   |
| Мотоцикли | 10,1%   | 9,6%    |
| Вантажівки | 34,0%   | 33,9%   |
| Трактори | 0,3%    | 0,3%    |
| Автобуси та ін. | 3,8%    | 4,1%    |
| Усього автомобілів | 365 шт. | 345 шт. |

## Вживання каталанської мови
У 2001 р. каталанську мову у місті розуміли 99,2% усього населення (у 1996 р. - 100,0%), вміли говорити нею 95,5% (у 1996 р. - 
90,4%), вміли читати 93,2% (у 1996 р. - 84,2%), вміли писати 65,8
% (у 1996 р. - 44,2%). Не розуміли каталанської мови 0,8%.

## Політичні уподобання
У виборах до Парламенту Каталонії у 2006 р. взяло участь 133 особи (у 2003 р. - 157 осіб). Голоси за політичні сили розподілилися таким чином:
| \| Вибори до Парламенту Каталонії \| Вибори до Парламенту Каталонії \| Вибори до Парламенту Каталонії \| \| Рік \| 2006 р. \| 2003 р. \| \| -------------------------------------- \| ------------------------------ \| ------------------------------ \| \| Конвергенція та Єднання (CiU) \| 66,9% \| 57,3% \| \| Соціалістична партія Каталонії (PSC) \| 6,0% \| 7,0% \| \| Народна партія (PP) \| 4,5% \| 9,6% \| \| Ініціатива за Каталонію — Зелені (ICV) \| 4,5% \| 1,9% \| \| Республіканська лівиця Каталонії (ERC) \| 15,0% \| 22,3% \| \| Громадяни — Громадянська партія (C's) \| 0,0% \| 0,0% \| \| Інші \| 3,0% \| 1,9% \| |         |         |
| Вибори до Парламенту Каталонії |         |         |
| Рік | 2006 р. | 2003 р. |
| Конвергенція та Єднання (CiU) | 66,9%   | 57,3%   |
| Соціалістична партія Каталонії (PSC) | 6,0%    | 7,0%    |
| Народна партія (PP) | 4,5%    | 9,6%    |
| Ініціатива за Каталонію — Зелені (ICV) | 4,5%    | 1,9%    |
| Республіканська лівиця Каталонії (ERC) | 15,0%   | 22,3%   |
| Громадяни — Громадянська партія (C's) | 0,0%    | 0,0%    |
| Інші | 3,0%    | 1,9%    |

У муніципальних виборах у 2007 р. взяло участь 221 особа (у 2003 р. - 118 осіб). Голоси за політичні сили розподілилися таким чином:
| \| Муніципальні вибори \| Муніципальні вибори \| Муніципальні вибори \| \| Рік \| 2007 р. \| 2003 р. \| \| -------------------------------------- \| ------------------- \| ------------------- \| \| Конвергенція та Єднання (CiU) \| 45,2% \| 100,0% \| \| Соціалістична партія Каталонії (PSC) \| 0,0% \| 0,0% \| \| Народна партія (PP) \| 0,0% \| 0,0% \| \| Ініціатива за Каталонію — Зелені (ICV) \| 0,0% \| 0,0% \| \| Республіканська лівиця Каталонії (ERC) \| 0,0% \| 0,0% \| \| Громадяни — Громадянська партія (C's) \| 0% \| 0% \| \| Інші \| 54,8% \| 0,0% \| |         |         |
| Муніципальні вибори |         |         |
| Рік | 2007 р. | 2003 р. |
| Конвергенція та Єднання (CiU) | 45,2%   | 100,0%  |
| Соціалістична партія Каталонії (PSC) | 0,0%    | 0,0%    |
| Народна партія (PP) | 0,0%    | 0,0%    |
| Ініціатива за Каталонію — Зелені (ICV) | 0,0%    | 0,0%    |
| Республіканська лівиця Каталонії (ERC) | 0,0%    | 0,0%    |
| Громадяни — Громадянська партія (C's) | 0%      | 0%      |
| Інші | 54,8%   | 0,0%    |